# Every Night I Say a Prayer
Az Every Night I Say a Prayer egy dal Little Boots brit énekesnőtől. A szám második albumának második kislemeze, melyet Andy Butler és Boots szereztek. Little Boots 2012. április 21-én adta ki limitált kiadásban a Record Store Day-re való megemlékezés részeként. 2012. április 23-án ingyenesen letölthető formában is kiadásra került. Az Every Night I Say a Prayer-t eredetileg Little Boots Into the Future mixtape-jére szánták.
Little Boots és Trax a Nylon magazinnak is küldött remixeket, hogy weboldalán közzétegye őket. Ezek az amerikai promóciós kislemezben is megjelennek majd.

## Videóklip
A dalhoz tartozó videóklipet Zaiba Jabbar rendezte. 2012. május 1-jén debütált Boots YouTube csatornáján. Michael Roffman szerint a kisfilm Van Halen Crystal Pepsi reklámjának és Madonna Erotica érájának kombinációja.

## Számlista és formátumok
Digitális letöltés
1. Every Night I Say a Prayer – 3:38
2. Every Night I Say a Prayer (Tensnake Remix) – 6:26

Limitált kiadású vinyl
- A1. Every Night I Say a Prayer – 3:39
- B1. Every Night I Say a Prayer (Tensnake Remix) – 6:26
- B2. Every Night I Say a Prayer (Joe Smooth N. Halstead Remix) – 4:35

Remix EP
1. Every Night I Say a Prayer (Nic Sarno Remix) – 5:26
2. Every Night I Say a Prayer (Joe Smooth N. Halstead Remix) – 4:35
3. Every Night I Say a Prayer (My Panda Shall Fly Dark Ambient Remix) – 5:52
4. Every Night I Say a Prayer (Screamin' D-Man Jukey Juke Remix feat. Screamin' Rachel) – 3:18

## Fordítás
Ez a szócikk részben vagy egészben  az   Every Night I Say a Prayer című angol Wikipédia-szócikk fordításán alapul.  Az eredeti cikk szerkesztőit annak laptörténete sorolja fel. Ez a jelzés csupán a megfogalmazás eredetét és a szerzői jogokat jelzi, nem szolgál a cikkben szereplő információk forrásmegjelöléseként.